# 沙湾镇 (景宁县)
沙湾镇，是中华人民共和国浙江省丽水市景宁畲族自治县下辖的一个乡镇级行政单位。

## 行政区划
沙湾镇下辖以下地区：
沙湾社区、张庄村、季庄村、莲川村、东堡村、叶桥村、李处村、何处村、陈田村、流坑村、林坑村、沙湾村、七里村、赤岩村、小地村、本岱村、上处垟村、旺水村、仙姑村、严坑村、水井村、道化村、陈司坑村、毛山头村、坑头村、蔡湖村和林斜村。